# Oligosita poincarei
Oligosita poincarei är en stekelart som beskrevs av Girault 1913. Oligosita poincarei ingår i släktet Oligosita och familjen hårstrimsteklar. Inga underarter finns listade i Catalogue of Life.